# Tenis

Ténis je šport z loparjem za dva nasprotna igralca (»posameznika«) ali za dve nasprotni skupini s po dvema igralcema (»dvojice«). Igra se na igrišču, razdeljenim v dve polovici, z nizko postavljeno mrežo na sredini igrišča. Igralci za igranje uporabljajo lopar, s katerim odbijajo s klobučevino prekrito, votlo gumijasto žogico prek mreže na sredini igrišča na nasprotno stran igrišča. Če se žoga na igralčevi strani igrišča odbije dvakrat, dobi točke nasprotnik. Prav tako nasprotnik dobi točke, če igralec žoge ne udari z loparjem, jo z udarcem pošlje izven nasprotnikove polovice (izven igrišča, v mrežo ali na svojo polovico), ali jo udari z loparjem, ko je v zraku še na nasprotnikovi polovici. Športniku oziroma športnici, ki se ukvarja s tenisom, rečemo tenisáč ali téniški igrálec oziroma tenisáčica ali téniška igrálka.

## Zgodovina in razvoj športa
Tenis izhaja iz poznega 19. stoletja, ko so ga začeli igrati v Angliji. Danes ima tenis po vsem svetu na milijone privržencev in gledalcev, profesionalni tekmovalci pa so znani po dobrem zaslužku. Med številnimi mednarodnimi teniškimi turnirji so še posebej cenjeni turnirji Odprto prvenstvo Avstralije, Odprto prvenstvo Francije, Odprto prvenstvo Anglije in Odprto prvenstvo ZDA. Zmaga na vseh teh štirih turnirjih v eni sezoni se imenuje Pravi Grand Slam in velja za krono kariere teniškega igralca. Tenis je tudi olimpijski šport.

### Razvoj tenisa v Sloveniji
Po letu 1876 se je tenis razširil po vsej stari celini. V Avstro-Ogrski, v kateri so bile takrat tudi slovenske dežele, se je igra širila v njenem industrijsko najbolj razvitem delu - na Češkem. Okoli leta 1890 je bilo na Češkem že čez 500 teniških igrišč. V Pragi, Brnu, Dunaju in Gradcu so se slovenski študentje seznanili s tenisom in po tej poti so idejo tega športa ponesli v domovino. V teh krajih so se slovenski študentje seznanili s tenisom in po tej poti zanesli idejo tega športa industrijske dobe, aristokratskih korenin, tudi v domovino. Vendar po zdaj znanih pričevanjih lahko sklepamo, da so tenis na ozemlje današnje Slovenije prvi zanesli stanovski kolegi izumitelja modernega tenisa, angleškega majorja Walterja Claptona Wingfielda, višji avstrijski častniki. Okoli leta 1880 naj bi tenis že igrali v vojašnicah v Ljubljani in Mariboru. Pomembno vlogo pri širitvi tenisa v častniških krogih naj bi imele njihove žene, saj je bil zabava, v kateri so lahko aktivno sodelovale. Žal ni raziskav, kako se je tenis širil med Slovenci v Trstu, takrat največjem, najbolj razvitem in dinamičnem slovenskem mestu.
Ivan Tavčar je bil prvi Slovenec, ki je na svojem posestvu na Visokem v Poljanski dolini leta 1897 zgradil teniško igrišče. Tudi on sam je igral tenis in pri tem užival v njem kot v igri in športu. Kakor koli že, Tavčar ni bil prvi Slovenec, ki bi zmagal na kakšnem turnirju.
Ob prelomu stoletja so bila teniška igrišča že tudi ob boljših hotelih v »mondenih« središčih, za katera so takrat veljali Bled, Portorož in Rogaška Slatina. Hoteli so že tudi organizirali teniške turnirje. Vse kaže, da je bil tenis zabavna družabna igra, ki je družila liberalno meščanstvo in tiste, ki bi se radi prištevali vanj, in da je bila simbolna poteza. Ob prelomu stoletja so tenis gojili celo na uršulinski dekliški gimnaziji v Ljubljani.
Prvi slovenski teniški klub je bil leta 1899 ustanovljen v Celju. Žal njegova zgodovina še ni raziskana, vendar pa je znano, da je bilo članstvo kar številčno in da je bil tudi šibkejši spol zastopan sorazmerno dobro. S prvo svetovno vojno je zamrla klubska dejavnost in znova so jo obudili v življenje šele leta 1927.

## Oprema
Osnovna oprema za tenis so teniški loparji, teniške žoge in teniško igrišče.

### Teniško igrišče
Tenis se lahko igra na prostem, v balonu ali v dvorani.

## Osnove tehnike igre
| TENIŠKI UDARCI |               |                   |                   |
| servis         | as            | forhend           | bekhend           |
| slice          | volej         | smash             | lob               |
| bekhend volej  | forhend volej | slice servis      | ravni servis      |
| spin servis    | spin          | forhend drop shot | bekhend drop shot |

### Štetje točk
Obstajata dve teoriji za nastanek sistema točkovanja, ki v obeh primerih ne temelji na decimalnem sistemu, pač pa na geometrijskem sistemu, ki ima za osnovo št. 60.

## Znani igralci tenisa
Med nekaj največjih v zgodovini tenisa se uvrščajo:
| igralec / igralka   |           | država        | igralec / igralka     |           | država     |
| William Bill Tilden | 1893-1953 | ZDA           | Suzane Lengeln        | 1899-1938 | Francija   |
| Jean Borotra        | 1898-1994 | Francija      | Henri Cochet          | 1901-1987 | Francija   |
| René Lacoste        | 1905-1996 | Francija      | Hellen Wills Moody    | 1905      | ZDA        |
| Don Budge           | 1919-2000 | ZDA           | Maureen Connolly      | 1934–1969 | ZDA        |
| Rod Laver           | 1938      | ZDA           | Margareth Smith Court | 1942      | Avstralija |
| Billie Jean King    | 1943      | ZDA           | Björn Borg            | 1956      | Švedska    |
| Martina Navratilova | 1956      | Češkoslovaška | Steffi Graf           | 1969      | Nemčija    |
| Boris Becker        | 1967      | Nemčija       | John McEnroe          | 1959      | ZDA        |
| Roger Federer       | 1981      | Švica         | Rafael Nadal          | 1986      | Španija    |
| Goran Ivanišević    | 1971      | Hrvaška       | Novak Djoković        | 1987      | Srbija     |

Prav vsak izmed njih je dosegal izvrstne rezultate. Nekateri so zmagali na največ turnirjih, spet drugi imajo za sabo največje število zmag na turnirjih za Grand Slam, ali pa so najmanjkrat poraženi, imajo najboljši izkupiček med razmerjem zmag in porazov, so bili največ časa na mestu št. ena, so bili najbolj medijsko opaženi ali pa bili najboljši na katerem drugem izmed področij statistike v tenisu, zaradi katerega so uvrščeni med teniške legende.
Nedvomno pa je bil, popolnoma upravičeno, za kralja tenisa razglašen Roger Federer, ki še vedno tekmuje na zelo visokem nivoju pri 34 letih. V svoji vitrini ima 17 zmag na Grand Slam turnirjih, 6-krat je leto končal kot št. ena, na lestvici ATP je kraljeval 302 tedna, osvojil je 88 turnirskih naslovov, zaslužil je 98 milijonov dolarjev denarnih nagrad. Najverjetneje  je  najboljši igralec v zgodovini tenisa. Zagotovo je tudi najbolj tehnično izpopolnjen igralec vseh časov. Je najverjetneje najbolj priljubljen med tenisači.
V slovensko teniško zgodovino so se zapisali nasledni igralci in igralke:
| igralec / igralka  |           | igralec / igralka  |           |
| Srečko Voglar Tedi | 1901–1956 | Miron Bleiweis dr. | 1907–1987 |
| Leon Vidic         | 1908      | Eza Sernec Maire   | 1913–1993 |
| Artur Žnidar       | 1916      | Ivo Razboršek      | 1923–1996 |
| Aleksander Škulj   | 1934      | Boris Breskvar     | 1942      |
| Ljuban Vodeb Dado  | 1946      | Irena Škulj        | 1946      |
| Mima Jauševec      | 1956      | Igor Košak         | 1958      |
| Karmen Škulj       | 1967      | Barbara Mulej      | 1974      |

Med naštetimi lahko tudi posebej poudarimo Mimo Jauševec in Borisa Breskvarja. Mima je edina Slovenka, ki je kadar koli osvojila kakega izmed štirih Grand Slamov med posamezniki. Leta 1977 je osvojila Odprto prvenstvo Francije. Boris pa je znan med drugim tudi po tem, da je bil trener enega izmed najuspešnejših igralcev, in sicer Borisa Beckerja.

## Rekordi
| Najdaljši dvoboj (6 ur in 22 minut) v svetovni skupini pred uvedbo tie-breaka sta leta 1982 v četrtfinalu odigrala John McEnroe in Mats Wilander. Zmagal je Mats.                                |
| Najdaljši dvoboj (6 ur in 33 minut) v svetovni skupini po uvedbi tie-breaka sta na Roland Garrosu odigrala Fabrice Santoro in Arnaud Clement (oba Francoza). V epskem dvoboju je slavil Santoro. |
| Največ asov (113) na enem dvoboju je v Wimbledonu leta 2010 proti Nicolasu Mahutu dosegel John Isner in zmagal. Poraženec je dosegel 103 ase.                                                    |
| Največ nastopov v Davisovem pokalu ima Italian Nicola Pietrangeli (164) v letih 1954 do 1972. |
| Najhitrejši servis s hitrostjo (263 km/h) je leta na turnirju v Busanu (Koreja) zabil Sam Groth iz ZDA                                                                                           |

## Turnirji in tekmovanja
Tekmovanja na katerih se igralci pomerijo med seboj so turnirju. Kdo igra s kom določi žreb, nato pa se vse do finala igra na izpadanje. Direktno v turnir je uvrščenih le nekaj tekmovalcev, ostali si svojo mesto v njem priborijo v kvalifikacijah, nekaj pa jih je v turnir uvrščenih, ker so dobili posebno povabilo organizatorja (Wild Card). (Vsako število igralcev, direktno uvrščenih, kvalifikantov, povabljenih je odvisno od velikosti turnirja).
Na vsakem izmed turnirjev so določeni nosilci oziroma igralci, ki so po mnenju organizatorja, glede na razvrstitev na jakostni lestvici, favoriti. Ti so postavljeni tako, da se ne morejo pomeriti med seboj takoj prvo oziroma drugo tekmo. Njihovo število je odvisno od števila igralcev na turnirju oziroma od velikosti turnirja (32 igralcev – 8 nosilcev, 64 igralcev – 16 nosilcev, 128 igralcev – 32 nosilcev, ...).
V Sloveniji se, pod okriljem Teniške zveze Slovenije delijo turnirji na Odprta prvenstva (turnirji, katerih se lahko udeležijo vsi teniški igralci, tako iz Slovenije, kot tudi iz drugih držav), Državna prvenstva (samo za tenisače iz republike Slovenije) in Mastersi. Vsak izmed nijh ima drugačno vrednost (rang), po kateri se določa št. osvojenih točk glede na uvrstitev. Odprta prvenstva imajo rang 2 ali 3 medtem, ko so DP in Mastersi najbolj rangirani. (Rang turnirja se lahko, če se turnirja udeleži dosti dobro uvrščenih tekmovalcev po jakostni lestvici zviša). Turnirji so razdeljeni tudi po starosti in sicer za igralce do 12,14,16,18 let in seveda članska kategorija. Evropska teniška zveza prireja turnirja za igralce stare do 14 in 16 let svoje turnirje, ki so po navadi odskočna deska za turnirje mladincev(k) (do 18 let), ki jih organizira Mednarodna teniška federacija (ITF). Pod njenim okriljem pa se vsako leto odigrajo tudi štirje turnirji za t. i. mladinski Grand Slam, ki imajo najvišji rang. V svetovni članski kategoriji delimo dve organizaciji, po katerima nadzorom, se organizirajo turnirji. Igranje na tovrstnih turnirjih pomeni tudi prehod med profesionalne igralce(ke). Prva zveza oz. organizacija je WTA, za katero igrajo ženske profesionalke, druga, katera vodi moško profesionalno konkurenco pa je ATP. Tudi pri teh dveh (kot pri vseh ostalih), se turnirji delijo po rangu in po nagradnem skladu.